# Девід Юнайпон
Девід Юнайпон (англ. David Unaipon; 28 вересня 1872, Пойнт-Маклі, нині Рауккан, Південна Австралія — 7 лютого 1967, там само) — проповідник, винахідник, письменник і журналіст родом з аборигенів Австралії (народ нгаррінтьєрі). Його пам'ять увічнена зображенням на банкноті 50 австралійських доларів.

## Життєпис
Народився в місії Пойнт-Маклі (нині Рауккан) на березі озера Александріна, округ (нині національний парк) Куронг, Південна Австралія. Девід Юнайпон був сином Джеймса Юнайпона, першого аборигенного проповідника.

### Винахідник
Юнайпон був володарем 10 патентів, зокрема на машину для стрижки[джерело?], проте не мав достатньо грошей для широкого впровадження своїх винаходів. Зокрема, він запропонував проект вертольота, заснований на принципі польоту австралійського бумеранга.
Як і його батько, Юнайпон був дуже релігійним. Він вважав, що духовність австралійських аборигенів має спорідненість із християнською духовністю. За дорученням Асоціації друзів аборигенів він займався збором коштів на благодійні проекти. В ході своїх мандрів він спілкувався з безліччю інтелектуалів, зацікавлених у відстоюванні прав аборигенів. Подорожі дали йому можливість прочитати низку лекцій про становище корінного населення Австралії і їх культуру. Разом з тим, під час подорожей йому нерідко доводилося стикатися з проявами расизму, коли через колір шкіри йому відмовляли в житлі і їжі.
Юнайпон запропонував уряду Південної Австралії скасувати посаду Верховного захисника аборигенів і заснувати замість неї раду відповідальних осіб. Один раз його заарештували за агітацію про виділення з Австралії аборигенної території в центральній і північній частині країни.

### Письменник і журналіст
Юнайпон був одним із перших опублікованих письменників аборигенного походження. Він написав численні статті для газет і журналів, зокрема, для Сідней дейлі телеграф, в яких переказував традиційні міфи і перекази аборигенів і відстоював їхні права.
Деякі з аборигенних історій, оброблених Юнайпоном, опублікував 1930 року під своїм ім'ям антрополог Вільям Ремзі Сміт у книзі «Міфи та легенди австралійських аборигенів» (англ. Myths and Legends of the Australian Aboriginals). Пізніше з'ясувалося, що Юнайпон, якому потрібні були гроші, продав йому свої оповідання. 2006 року ці міфи опубліковано під ім'ям Юнайпона і в оригінальній формі у книзі «Легенди австралійських аборигенів» (англ. Legendary Tales of the Australian Aborigines).
Також Юнайпон брав участь у розслідуванні і був свідком за депутатським запитом Бліклі про добробут австралійських аборигенів. Він лобіював перед урядом Австралії, щоб останній взяв на себе відповідальність за добробут аборигенів, які проживають на території Австралії.
У літньому віці Юнайпон повернувся в рідні місця, де намагався створити вічний двигун. Він помер у лікарні Таллем-Бенд 7 лютого 1967 р. і похований на кладовищі місії Рауккан (раніше Пойнт-Маклі).

### Спадщина
Танцювальний театр «Бангарра» виконує виставу-танець про життя Юнайпона. В Австралії засновано щорічну Літературну премію імені Девіда Юнайпона (англ. David Unaipon Literary Award) за найкращий твір року з неопублікованих авторів, які є аборигенами Австралії та островів Торресової протоки. На честь нього названо Коледж аборигенної освіти і досліджень при університеті Південної Австралії.

## Твори
- David Unaipon; Legendary Tales of the Australian Aborigines. Melbourne: Melbourne University Press. ISBN 0-522-84905-9.